# Neuroleon marcopolo
Neuroleon marcopolo är en insektsart som beskrevs av Hölzel 1970. Neuroleon marcopolo ingår i släktet Neuroleon och familjen myrlejonsländor. Inga underarter finns listade i Catalogue of Life.